# SGI VPro
VPro, también conocido como Odyssey, es una arquitectura de gráficos por computadora para estaciones de trabajo de Silicon Graphics. Lanzado por primera vez en Octane2, se usó posteriormente en las estaciones de trabajo Fuel, Tezro y Onyx 3000, donde fue calificado como InfinitePerformance. 
VPro proporciona algunas capacidades muy avanzadas, como la iluminación por píxel, también conocida como "sombreado de phong" (a través de la extensión SGIX_fragment_lighting) y el color RGBA de 48 bits. Por otro lado, los diseños posteriores sufrieron un ancho de banda limitado y un rendimiento de mapeo de textura más pobre en comparación con las soluciones de GPU de la competencia, que rápidamente alcanzaron a SGI en el mercado.
Existieron cuatro revisiones diferentes de tarjetas gráficas VPro basadas en Odyssey, designadas V6, V8, V10 y V12. Las primeras series fueron las V6 y V8, con 32 MB y 128 MB de RAM respectivamente; El V10 y el V12 tenían el doble de rendimiento de geometría que los antiguos V6/V8, pero por lo demás eran similares. El V6 y el V10 pueden tener hasta 8 MB de RAM asignados a las texturas, mientras que el V8 y el V12 pueden tener hasta 108 MB de RAM. Las placas V10 y V12 utilizadas en las computadoras Fuel, Tezro y Onyx 3000 usan un conector XIO diferente al de las tarjetas utilizadas en las estaciones de trabajo Octane2. 
El subsistema de gráficos VPro consta de un conjunto de chips propietarios de SGI y software asociado. El conjunto de chips consiste en el ASIC buzz, el ASIC pixel blaster and jammer (PB&J) y la SDRAM asociada. El ASIC es un canal gráfico de un solo chip. Funciona a 251 MHz y contiene SRAM en chip. El ASIC buzz tiene tres interfaces: 
- Host (enlace XIO de igual a igual de 16 bits y 400 MHz)
- SDRAM (la SDRAM es de 32 MB (V6 o V10) o 128 MB (V8 o V12); el bus de memoria funciona a la mitad de la velocidad del ASIC buzz).
- PB&J ASIC

Como resultado de un acuerdo de infracción de patente, SGI adquirió los derechos de algunas de las GPU Nvidia Quadro y lanzó productos de la marca VPro (V3, VR3, V7 y VR7) basados en estos (GeForce 256, Quadro, Quadro 2 MXR y Quadro 2 Pro, respectivamente). Estas tarjetas no comparten nada con la línea Odyssey original y no se pueden usar en estaciones de trabajo SGI MIPS.
Todas las placas VPro son compatibles con las extensiones de imagen OpenGL ARB, lo que permite la aceleración de hardware de numerosas operaciones de imagen a velocidades en tiempo real. 

## Serie VPro (basada en Odyssey)
| Modelo | Profundidad de color | Memoria | Memoria de textura (máxima) | Velocidad del motor de geometría |
| V6     | RGBA de 48 bits      | 32 MB   | 8 MB                        | Original                         |
| V8     | RGBA de 48 bits      | 128 MB  | 104 MB                      | Original                         |
| V10    | RGBA de 48 bits      | 32 MB   | 8 MB                        | 2×                               |
| V12    | RGBA de 48 bits      | 128 MB  | 104 MB                      | 2×                               |